# Il mondo di Arthur Newman
Il mondo di Arthur Newman (Arthur Newman) è un film del 2012 diretto da Dante Ariola.
Il film narra l'incontro casuale tra due persone, interpretate da Colin Firth e Emily Blunt, entrambe intenzionate a rinunciare alla propria identità per rifarsi una nuova vita.

## Trama
Wallace Avery è un uomo insoddisfatto della propria vita; da promessa mancata del golf professionistico da anni conduce un lavoro deprimente e demotivante nei pressi di Orlando in Florida. Divorziato, non ha alcun rapporto con il figlio adolescente Kevin, il quale lo detesta, e trova un po' di conforto solo con la fidanzata Mina, che però non ama.
Decide così di cambiare totalmente la sua vita: si procura da un modesto trafficante un documento di una persona della sua stessa età, un certo Arthur Newman, deceduto da anni, ed acquista di nascosto una cabrio che traina con la sua auto (un SUV) fino ad un isolato campeggio su una spiaggia deserta. Dopo una notte passata sulla spiaggia, ove ha piantato una tenda ed acceso un fuoco, si allontana poi con la cabrio lasciando il SUV con i suoi documenti, simulando così la sua morte per annegamento nell'oceano Atlantico.
Acquisendo l'identità di Arthur Newman, egli ha intenzione di iniziare una nuova vita a Terre Haute, in Indiana dove gli è stato promesso un lavoro come istruttore di golf. Lungo la strada, incontra una giovane donna che viene arrestata con l'accusa di aver rubato un'auto; la ritrova quella sera stessa nella piscina davanti al suo motel. La donna è Charlotte Fitzgerald, che si spaccia per Mike, la sorella gemella schizofrenica;  Arthur la porta all'ospedale perché la ragazza è evidentemente intossicata da qualcosa che ha ingerito. Qui viene sottoposta ad una lavanda gastrica ed il giorno dopo viene dimessa. I due non riescono a separarsi, trovando reciproco conforto nell'intenzione di entrambi di fuggire dalle rispettive vite. Così insieme intraprendono il viaggio verso l'Indiana giocando ad impersonare delle coppie che incontrano lungo la strada, occupandone anche le abitazioni dove consumano dei rapporti sessuali, rendendosi conto di essersi innamorati.
Intanto il figlio Kevin, che come tutti crede Wallace ormai morto, scopre meglio suo padre e quanto in realtà lui lo amasse e considerasse, visitando l'appartamento in cui egli viveva con Mina, in cui il ragazzo non era mai stato prima.
Arthur, svanita miseramente l'opportunità di lavoro che era stata il pretesto della sua fuga, si specchia con Mike capendo che non è più il caso di fuggire alla realtà della vita con tutte le sue difficoltà. Convinta anche la ragazza, i due fanno così marcia indietro: Charlotte torna a Durham, la sua città natale, per prendersi cura della sorella schizofrenica mentre Wallace, dopo averla rassicurata che lui sa dove poterla trovare e rivedere, torna in Florida per ristabilire il rapporto con il figlio.

## Produzione
Le riprese iniziarono nel mese di ottobre del 2011 e il film venne girato interamente nello stato della Carolina del Nord, in svariate città, tra cui Durham, Lumberton, Raleigh, Currie, Wallace, Carolina Beach e Wilmington.

## Distribuzione
Il film venne presentato durante il Toronto International Film Festival nel settembre 2012 e successivamente al Torino Film Festival il 24 novembre 2012.
Nelle sale cinematografiche statunitensi venne distribuito a partire dal 26 aprile 2013 in numero di copie limitate.

## Collegamenti ad altri film
Come in Ferro 3 - La casa vuota del 2004, diretto da Kim Ki-duk, i due protagonisti entrano in case di sconosciuti in un gioco di immedesimazione di breve durata e privo di finalità criminali. Curiosamente i due film hanno in comune anche la passione del protagonista per il golf.